# Dominique-François Rivard
Pour les articles homonymes, voir Rivard.
Dominique-François Rivard, né en 1697 à Neufchâteau et mort le 5 avril 1778 (le 8 avril 1778 selon Lalande) à Paris sur la paroisse de Saint-Louis en l’Île, est un mathématicien, pédagogue et philosophe lorrain, puis français après 1766.

## Biographie
Rivard acheva ses études à Paris, fut pourvu de la chaire de philosophie au collège de Beauvais, et la remplit pendant près de quarante ans, se consacrant, outre ses leçons, à la rédaction de manuels pour toutes les classes des collèges, et aux tâches administratives. Rivard a publié une édition latine du Nouveau Testament (2 vol. in-12, 1746), dont il promettait un exemplaire à quiconque lui remontrerait une seule faute. Dans l’Avertissement, il annonçait une édition complète de la Bible, qui n’a jamais paru. Il a introduit l’enseignement des mathématiques mixtes (trigonométrie et dessin) à la Sorbonne. Il quitta l'Université en 1749, à la mort de Charles Coffin, son principal, et se consacra à la composition d'essais pour la réforme de l'enseignement élémentaire : dans ses Moyens de perfectionner la méthode d’enseigner à lire (1767), sans proscrire la méthode syllabique (« épellation »), il suggère qu’elle n’est pas toujours utile ; et dans l’Avertissement, il promet un abécédaire adapté à sa méthode.

## Ouvrages
Dominique-François Rivard est l’auteur de nombreux manuels pédagogiques en mathématiques et en langues anciennes, dont Institutiones philosophicæ, 1778, 4 vol. in-12 ; Éléments de mathématiques, Paris, 1740, in-4°, 5e édit. revue et corrigée, 1752, aussi in-4° ; Éléments de géométrie, in-4° ; Traité de la sphère, in-8°, 3e édit., 1757 ;  La gnomonique ou l'art de faire des cadrans, in-8°, 5e édit. revue par l'auteur, 1767 ; Tables des sinus, tangentes, sécantes, de leurs logarithmes, et de ceux des nombres naturels, avec la construction de ces tables, et les problèmes de la trigonométrie rectiligne et sphérique, in-8°, 1743 ; Trigonométrie rectiligne, in-8° ; Traité du calendrier, 3e édit. in-8°, 1757 ; Abrégé de la sphère et du calendrier, à l'usage de ceux qui ne savent pas de géométrie, in-12, 1743.
Denis Diderot aurait contribué à l’ouvrage De l'éducation publique qui lui est parfois attribué. Cependant, R. R. Palmer considère que l'ouvrage est plutôt une collaboration entre Dieudonné Thiébault et Diderot.